# Kaftoun
Kaftoun (en árabe: كفتون‎) es una pequeña localidad libanesa situada a lo largo de la ribera norte del río Nahr el Jaouz (río Nuez o río Nogal), en el distrito de Koura (Koura District), Líbano norte. La localidad tiene una población de aproximadamente trescientos habitantes, distribuidos en setenta y cuatro casas. La mayoría de sus habitantes son de origen cristiano ortodoxo (Cristianismo ortodoxo).
El nombre "Kaftoun" en antiguo arameo significa "excavado en" o "esculpido en" un barranco.
En idioma siríaco, Kftuna  significa "abovedado". Ambos orígenes de la palabra inducen a la conclusión de que la localidad de Kaftoun fue nombrada tras el abovedado Monasterio de Theotokos el cual fue excavado en los barrancos de roca roja junto a la ribera del río Nahr el Jaouz.
Kaftoun cuenta con tres iglesias históricas: la Iglesia de San Phokas (Mar Foka's), la Iglesia de San Sergio y San Bacchus
(Mar Sarkis) del siglo VI y el más conocido Monasterio de Theotokos, el cual alberga un icono bizantino (Arte bizantino) de doble cara del siglo XI.